# Sankt Veit an der Glan
Sankt Veit an der Glan egy osztrák város Karintia tartományban, a Sankt Veit an der Glan-i járás központja. Lakossága 2016 januárjában 12 525 fő volt.

## Elhelyezkedése

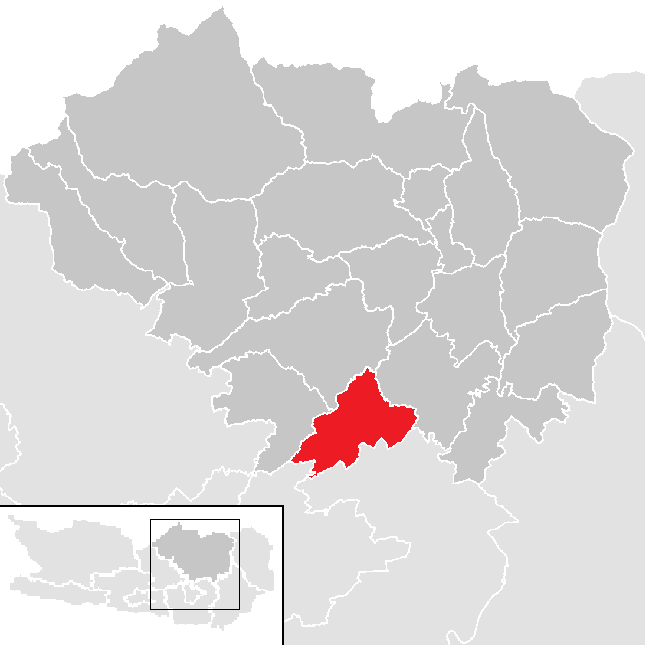
Sankt Veit an der Glan a Sankt Veit-i járásban

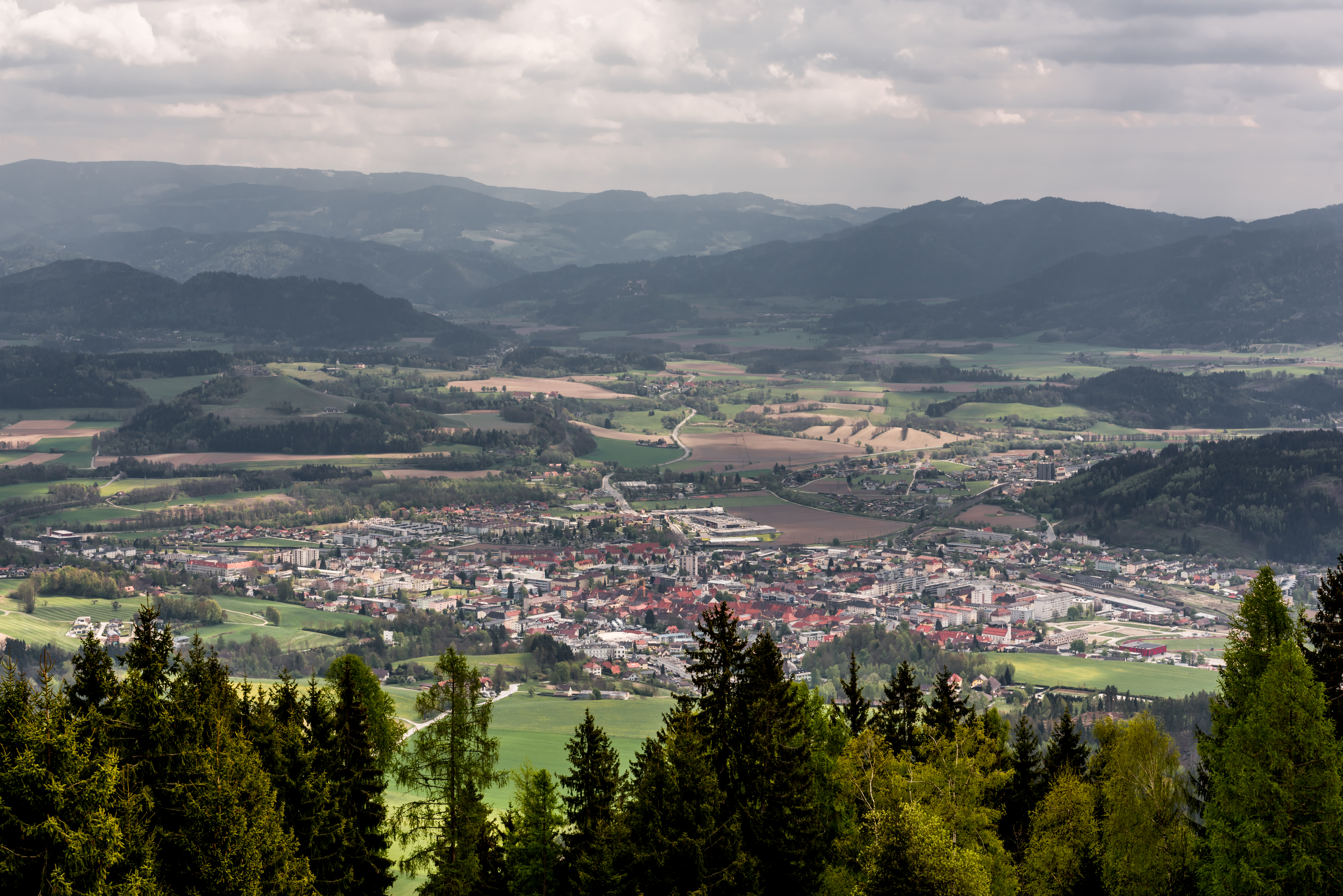
A város látképe

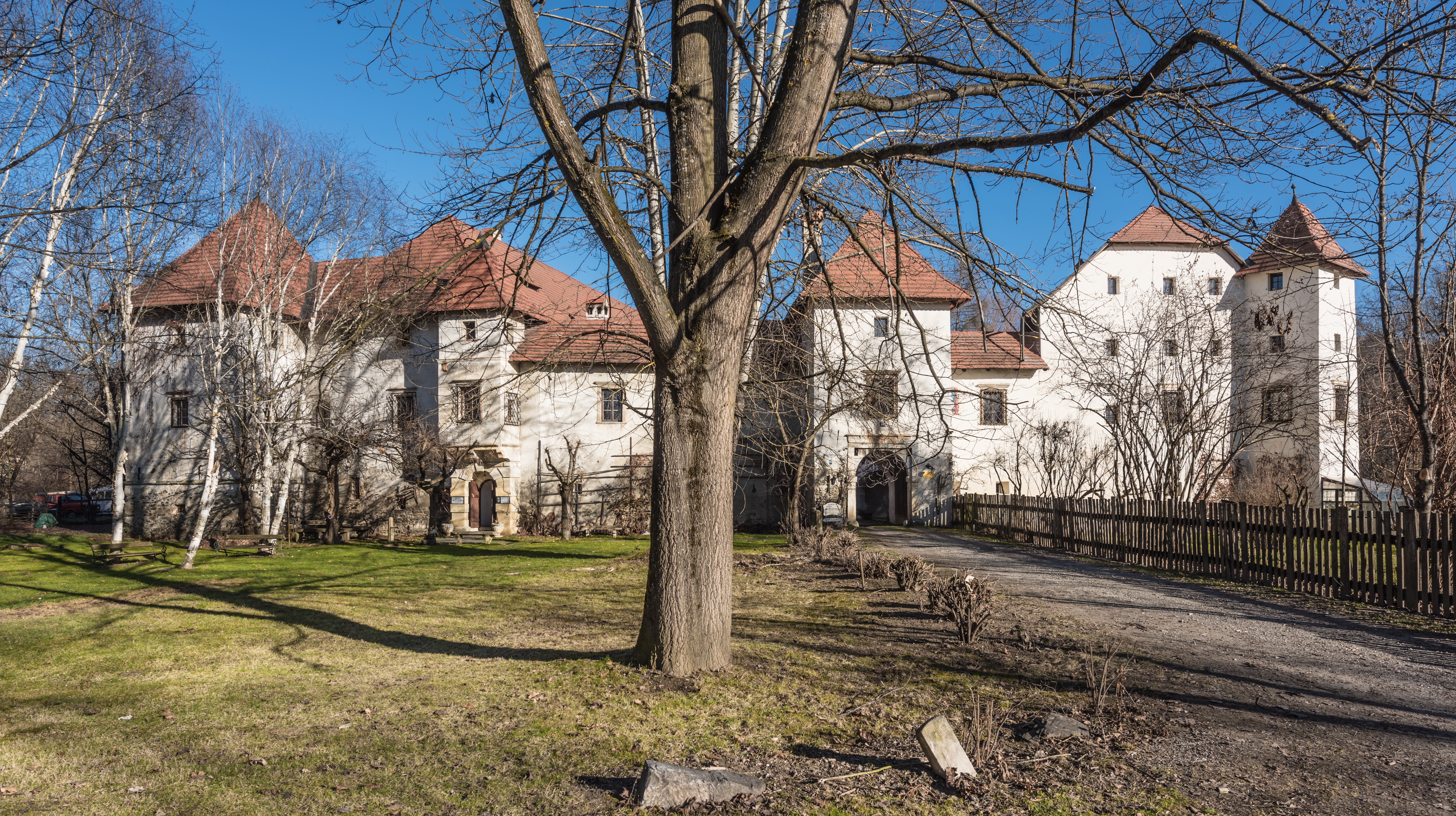
A Weyer-kastély

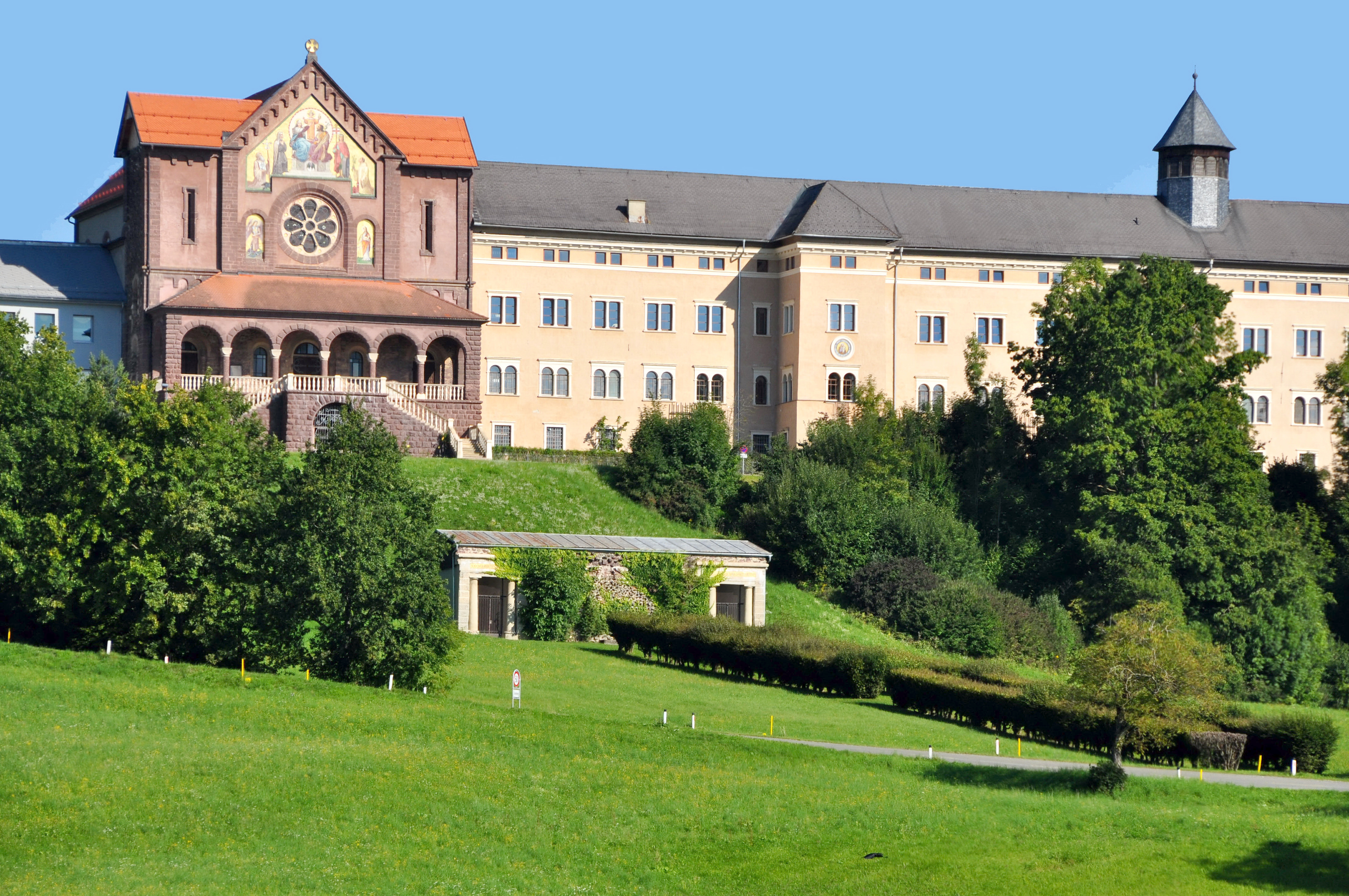
A tanzenbergi kastély

Sankt Veit an der Glan Kelet-Karintiában fekszik, a Glan folyó völgyében, ott ahol a Wimitz és Mühlbach patakok belétorkollanak. Területén fekszik a Hörzendorfi-tó, egy 6,5 hektáros mesterséges víztározó.
A városi önkormányzathoz hét katasztrális község (Galling, Hörzendorf, Niederdorf, Projern, St. Donat, St. Veit an der Glan, Tanzenberg) és 41 kisebb-nagyobb település tartozik.

## Története
A legenda szerint 901-ben kalandozó magyarok és helyi bajorok és karantánok csatáztak a mai város helyszínén, amikor Rathold karantán hercegnek megjelent Szent Vitus (Veit), amiből az bátorságot merített. A győztes csata után a herceg templomot építtetett a szent tiszteletére.
A város nevét először 1131-ben említi írásos forrás, ekkor hozták létre a Gurki egyházmegyét. Egy 1147-es oklevél szerint a Bambergi püspökség visszavásárolta Hof zu St. Veit birtokot Engilbert őrgróftól, vagyis korábban már az övék volt. Röviddel később azonban már Karintia Spanheim-házhoz tartozó hercegeihez került. 1149-ben V. Henrik herceg itt fogadta a második keresztes hadjáratból hazatérő III. Konrád királyt. Hamarosan Sankt Veit vált a hercegi uradalmak központjává: a hercegek a közeli Freiberg várában laktak. A település 1199-ben piacjogot kapott.
Bernhard von Spanheim herceg (1202-1256) fallal vette körül a várost és kastélyt is építtetett. 1204-ben iskoláról történik említés. 1205-től itt működött a hercegi pénzverde (egészen 1725-ig). 1224-ben a város jogosultságot kapott saját bíró és 12 tanácstag megválasztására. A híres trubadúr, Ulrich von Lichtenstein 1277-ben részt vett egy helyi lovagi tornán. A Spanheim-család kihalása után 1286-ban Meinhard görzi és tiroli gróf szerezte meg a hercegi címet és a hozzá tartozó birtokokat. Hét évvel később, egy lázadás során a város komoly károkat szenvedett.  A hercegséget 1335-ben a Habsburgok szerezték meg, Sankt Veit pedig elvesztette hercegi székhelyként élvezett jelentőségét.
1399-ben a város jogosultságot kapott a hüttenbergi érclelőhely kiaknázására, ami felvirágoztatta a gazdaságot. A 15. században a tizenkét tagú városi tanácsot az ún. nyolcak tanácsa váltotta fel. 1447-től kezdve a tanácsnak pallosjoga is volt.
1473 és 1492 között ötször fosztották ki a várost a portyázó törökök, 1480-ban pedig Mátyás magyar király ostromolta meg. 1497-ben tűzvész pusztított. 1550-ben papírmalom épült, 1578-ban pedig a közeli Urtlban a kor technikai színvonalának megfelelő vasolvasztót helyeztek üzembe. A reformáció során a lakosság többsége protestáns vallásra tért, de az 1600 körül kezdődő ellenreformáció alatt nagyobb incidens nélkül visszatérítették őket katolikusnak.
1713-ban és 1715-ben pestis pusztított a vidéken, 1747-ben pedig leégett a város. A 18. században felfutott a vasipar, de 1783-ban II. József eltörölte a kereskedelmi privilégiumokat, ami negatívan hatott a város gazdaságára. Sankt Veitnek 1830-ban csak 1500 lakója volt, szemben a középkori kb. 3 ezerrel. Miután a vasút (Rudolfsbahn) elért ide, a fafeldolgozás vált az újabb gazdasági húzóerővé.
Az 1934-es nemzetiszocialista puccskísérletben 900 fegyveres próbálta elfoglalni a várost, de nem jártak sikerrel. A harcoknak 13 halálos áldozata volt.

## Lakosság
Sankt Veit an der Glan népessége 2016 januárjában 12 525 fő volt, ami némi csökkenést jelent a 2006-os népszámlálás során mért 12 959-hez képest. 2001-ben a lakosok 92,5%-a volt osztrák, 2,3% jugoszláv, 2,2% pedig boszniai állampolgár. 74,0%-uk a katolikus, 8,6% az evangélikus, 4,3% a muszlim vallást követte. A felekezeten kívüliek aránya 10,2% volt.

## Látnivalók

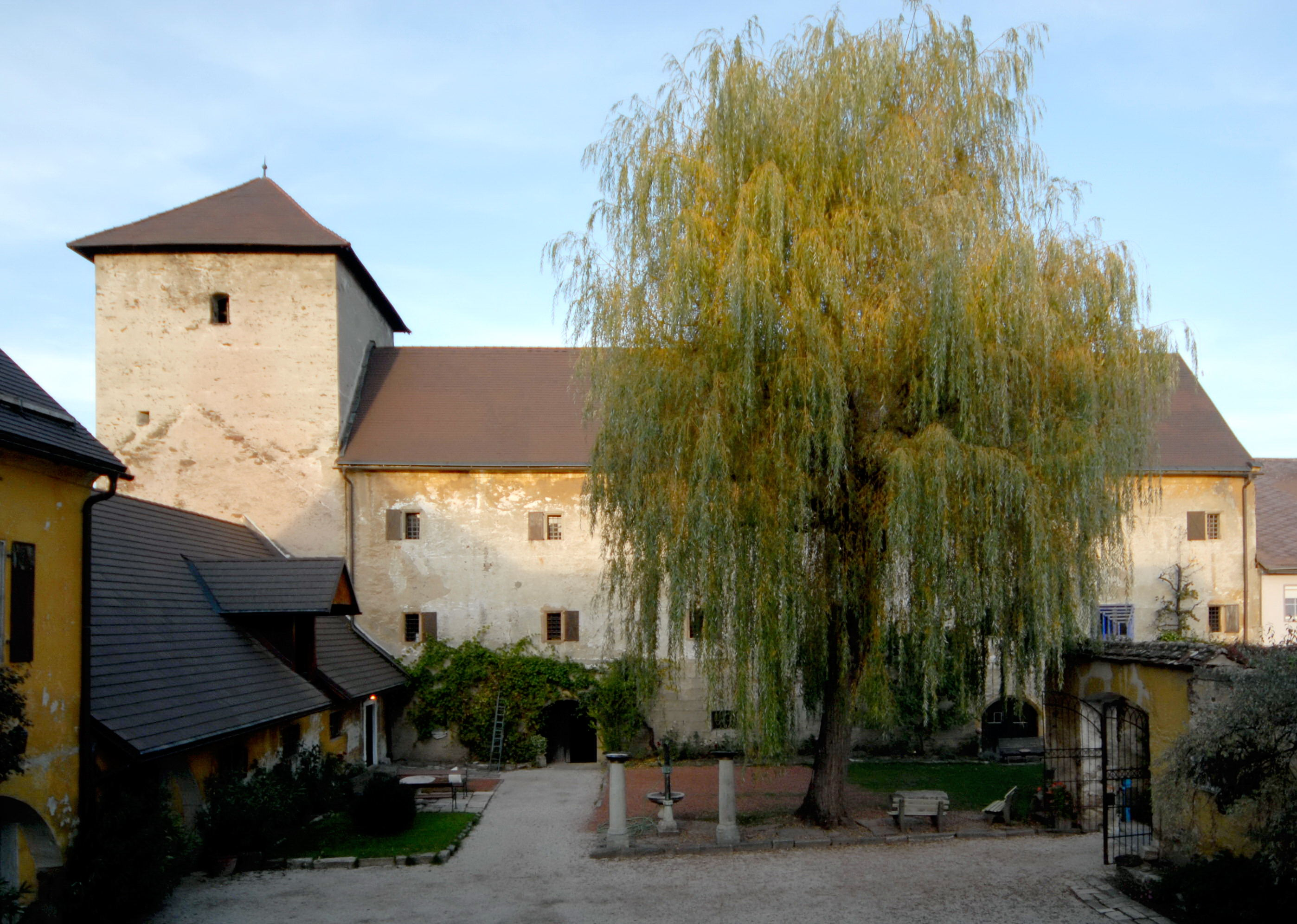
Herzogsburg vára

- a késő gótikus, háromszintes városháza
- a főtéren található az 1715-ös pestisemlékoszlop és két szökőkút
- az 1131-ben alapított román stílusjegyeket mutató katolikus plébániatemplom. Mai külseje az 1829-es tűzvész utáni helyreállításnak köszönhető
- a hörzendorfi katolikus templom
- a középkori városi kórház és temploma. A kórhát 1542 óta volt szegénykórház, 1622-től a jezsuiták, 1640 után pedig a ferencesek működtették
- Herzogsburg vára
- a tanzenbergi kastély
- a Weyer-kastély
- közlekedési múzeum

## Híres Sankt Veit-iek

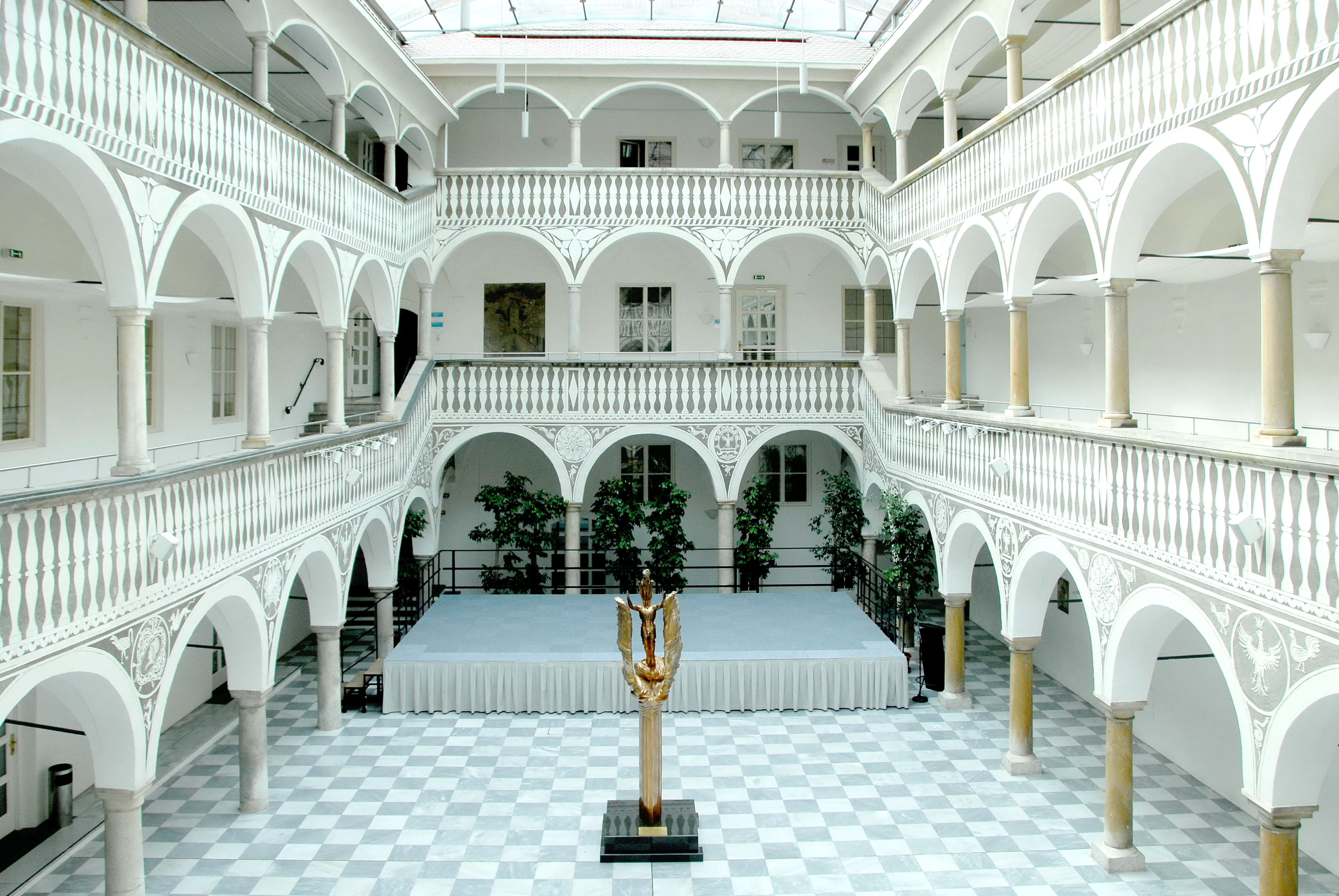
A városháza belső tere

- Hermann Knaus (1892–1970) sebész, nőgyógyász
- Friedrich Rainer (1903–1947) náci politikus, Salburg és Karintia Gauleitere
- Wolfgang Puck (1949-) Kaliforniában élő séf, étterem-tulajdonos
- Franz Wohlfahrt (1964-) labdarúgó
- Manuel Kerhe (1987-) labdarúgó
- Magdalena Lobnig (1990-) Európa-bajnok evező
- Matthias Mayer (1990-) olimpiai bajnok alpesi síző
- Marco Haller (1991-) kerékpározó

## Testvérvárosok
- Haltern am See, (Németország)
- San Vito al Tagliamento, (Olaszország)

## Fordítás
- Ez a szócikk részben vagy egészben  a   Sankt Veit an der Glan című német Wikipédia-szócikk ezen változatának fordításán alapul.  Az eredeti cikk szerkesztőit annak laptörténete sorolja fel. Ez a jelzés csupán a megfogalmazás eredetét és a szerzői jogokat jelzi, nem szolgál a cikkben szereplő információk forrásmegjelöléseként.